# Libre comme le vent
Pour plus de détails, voir Fiche technique et Distribution.
Libre comme le vent (titre original : Saddle the Wind) est un film américain réalisé par Robert Parrish, sorti en 1958.

## Synopsis
Steve Sinclair est un tireur repenti et coule maintenant des jours paisibles dans son ranch « Double S. » Son jeune frère Tony,  en revanche, ne s'est pas retiré de la vie tumultueuse des affrontements aux revolvers et se vante d'être un roi de la gâchette. Ayant fait la connaissance de la belle Joan Blake, chanteuse dans un saloon, il vient présenter à son frère sa future fiancée. Celle-ci comprend vite que Tony a une âme de tueur et se détache de lui. Il abat un homme dans un saloon puis un fermier prêt à poser des barbelés autour de ses terres. Il blesse le grand propriétaire terrien qui considère les deux frères comme ses fils puis se suicide pour que Steve n'ait pas à l'abattre. Joan et Steve restent seuls.

## Fiche technique
- Titre : Libre comme le vent
- Titre original : Saddle the Wind
- Réalisation : Robert Parrish
- Scénario : Rod Serling, Daniel Fuchs et Thomas Thompson
- Photographie : George J. Folsey
- Montage : John McSweeney Jr.
- Musique utilisée au montage final : Elmer Bernstein
- Musique non utilisée au montage final : Jeff Alexander
- Producteur : Armand Deutsch
- Société de production : Metro-Goldwyn-Mayer
- Pays de production :  États-Unis
- Langue : Anglais
- Format : Couleur (Metrocolor Cinemascope) — 35 mm — 2,35:1 — Son : Stéréo
- Genre : Western
- Durée : 84 minutes
- Date de sortie : 
  - États-Unis : 20 mars 1958

## Distribution
- Robert Taylor (VF : Jacques Berthier) : Steve Sinclair
- Julie London (VF : Nadine Alari) : Joan Blake
- John Cassavetes (VF : Marc Cassot) : Tony Sinclair
- Donald Crisp (VF : Jean Brochard) : Dennis Deneen
- Charles McGraw (VF : Serge Nadaud) : Larry Venables
- Royal Dano (VF : Jacques Dacqmine) : Clay Ellison
- Richard Erdman (VF : Jean Clarieux) : Dallas Hanson
- Douglas Spencer (VF : Georges Aminel) : Hemp
- Ray Teal : Brick

Acteurs non crédités :
- Stanley Adams : Joe
- Nacho Galindo : Manuelo

Cascades
Jack N. Young

## Lieu de tournage
Le film a été tourné dans le Colorado, à Rosita, ville minière d'argent, aujourd'hui ville fantôme.